# Radio Musicola
Radio Musicola – trzeci album Nika Kershawa z roku 1986.

## Lista utworów
1. „Radio Musicola” – 5:53
2. „Nobody Knows” – 4:21
3. „L.A.B.A.T.Y.D.” – 4:14
4. „What the Papers Say” – 3:33
5. „Life Goes On” – 5:02
6. „Running Scared” – 5:03
7. „James Cagney” – 5:20
8. „Don't Let Me Out of My Cage” – 4:34
9. „When a Heart Beats” – 4:30 (piosenka wydana tylko na płytach kompaktowych i kasetach)
10. „Violet to Blue” – 6:16